# Roemer Daalderop
Romanus Marcellinus Petrus Marie (Roemer) Daalderop (Tiel, 3 maart 1964) is een Nederlands acteur.
Daalderop volgde een opleiding tot dramadocent en is voornamelijk bekend als acteur in commercials. Hij speelde een van de hoofdrollen in de regiosoap Boven Wotter van RTV Noord. Ook was hij een van de vaste acteurs in het programma Boobytrap. Daarnaast speelde hij gastrollen in onder andere Goede tijden, slechte tijden, Onderweg naar Morgen, Goudkust, Het Zonnetje in Huis, Vrienden voor het Leven, Sam Sam, 12 steden, 13 ongelukken en Vrouwenvleugel.